# 林絲緞
林絲緞（1940年—），本名卓糸緞，是一位生於臺灣的人體模特兒及舞蹈教育者。在1960年代，首開臺灣女性人體攝影模特兒之先例，並因此引起社會之矚目與爭論。

## 生平

### 早年生活
林絲緞出生於日治時代；她的父親是一位日本人，母親則是臺灣人。
二次大戰結束時，她的父親在其日本親人的要求下返回日本。其後，她因此改冠母姓，並因繼父姓林而經常被稱作「林系緞」，再因雕塑家楊英風稱其「林絲緞」而得此名。

### 模特兒生涯
林絲緞幼時因經濟因素便前往紗廠工作。1956年，當時就讀於臺灣省立師範大學（簡稱「師大」）美術系的鄰居江明德注意到她的身材外貌，因而鼓勵她朝人體模特兒領域發展；隨後，林絲緞在師大展開其人體模特兒生涯。此外，林絲緞亦自那時起開始持續學習舞蹈技法。
1961年，林絲緞在臺北舉辦第一場個人人體藝術公開展覽；該展衝擊到臺灣地區社會大眾觀感，並因而引發各界爭議。
1964年，林絲緞於結束模特兒工作後開始在《中華日報》撰寫專欄「我的模特兒生涯」，發表其從事模特兒時的回憶與事蹟。隔年，她舉辦了一場人體攝影展；該展引來《自立晚報》社論與內政部等單位對於社會風氣影響的批評。

### 舞蹈教育
林絲緞在不再從事模特兒工作後將事業重心逐漸轉移到舞蹈演出上，並曾前赴紐約學習相關舞蹈技法。
之後，因受美國舞蹈教育家伊莎朵拉·鄧肯思想影響，林絲緞開始投入相關舞蹈教育領域，並於日後發展出以舞蹈方式治療俱自閉症兒童的教育活動。
2024年獲頒第28屆台北文化獎，表彰其橫跨於美術、舞蹈、教育、特教平權及女性主義等不同領域，為成人藝術教育樹立指標性的範式。

### 婚姻
1968年，林絲緞嫁給音樂評論家李哲洋，並於日後育有一男一女。
1990年，其丈夫因癌症離世。

## 著作

### 個人作品
- 《我的模特兒生涯》，臺北：文星書店有限公司，1989。[15]

## 連結
- 意象‧台灣|主題瀏覽 （页面存档备份，存于）
- 國立交通大學機構典藏：林絲緞人體系列 （页面存档备份，存于）
- ArtModel 人體模特兒-妒:令你忌妒的身影 （页面存档备份，存于）